# Rugby a 15 nel 1915-1918
Il 28 luglio 1914, con la dichiarazione di guerra dell'Austria alla Serbia, ebbe inizio la prima guerra mondiale.
I migliori rugbysti delle Isole Britanniche e del Commonwealth furono reclutati per i combattimenti e questo provocò il rallentamento dei tornei dapprima nel Regno Unito, poi anche nell'emisfero australe.
La grande guerra, che impegna sia la Francia e la Gran Bretagna (con tutte le colonie) blocca l'attività del rugby internazionale, solo i Barbarians riescono ad organizzare alcuni incontri di rilievo.
| Old deer park 10 aprile 1915 | RAMC | 3 – 10 | Barbarians |  |

| Cardiff 17 aprile 1915 | Galles | 10 – 26 | Barbarians | Arms Park |

| Leicester 2 gennaio 1915 | Leicester Tigers | 21 – 6 | Barbarians | (Welford Road) |

| Leicester 27 marzo 1915 | Leicester Tigers | 3 – 3 | Barbarians | (Welford Road) |

| Richmond Athletic 20 novembre 1915 | SA Services | 3 – 9 | Barbarians |  |

## Campionati nazionali
- 1914

| Argentina | Camp. di Buenos Aires | Belgrano Athletic Club |

- 1915

| Argentina | Camp. di Buenos Aires | Buenos Aires |

- 1916

| Argentina | Camp. di Buenos Aires | non assegnato |

- 1917

| Argentina | Camp. di Buenos Aires | CASI |

- 1918

| Argentina | Camp. di Buenos Aires | CASI |